# Cymonia
Cymonia là một chi bướm đêm thuộc họ Noctuidae.